# Stomatolepas elegans
Stomatolepas elegans is een zeepokkensoort uit de familie van de Platylepadidae. De wetenschappelijke naam van de soort is voor het eerst geldig gepubliceerd in 1883 door Costas.